# جون الكسندر كينيدي
جون الكسندر كينيدي (بالإنجليزية: John Alexander Kennedy)‏ هو مدرس أمريكي، ولد في 9 أغسطس 1803، وتوفي في 20 يونيو 1873 في نيويورك في الولايات المتحدة بسبب مرض.